# ناتالي بروير
ناتالي بروير (بالإنجليزية: Natalie Brewer)‏ هي لاعبة كرة قدم بريطانية، ولدت في 20 فبراير 1984 في برستون في المملكة المتحدة. لعبت مع Blackburn Rovers W.F.C. ‏.